# Indira Ampiot
Indira Ampiot (Basse-Terre, Guadalupe; 19 de septiembre de 2004) es una modelo y reina de belleza francesa. Fue coronada Miss Francia 2023. Anteriormente había sido coronada Miss Guadalupe 2022 y Miss Basse-Terre 2022 y es la cuarta mujer de Guadalupe en ganar Miss Francia.

## Primeros años y educación
Ampiot nació en Basse-Terre, en la región de ultramar de Guadalupe, el 19 de septiembre de 2004, de padres Didier Ampiot y Béatrice Téjou. Es de origen indio a través de su abuelo materno. Su padre es dueño de una agencia de comunicación y mercadotecnia, mientras que su madre trabaja en el sector del bienestar social. Téjou había sido coronada previamente Miss Basse-Terre 1998 y quedó como primera finalista en Miss Guadalupe 1998. Ampiot es también sobrina del futbolista Frédéric Tejou. Ampiot tiene un hermano mayor y sus padres están divorciados.
Ampiot se graduó de su bachillerato con honores en 2022 y tenía previsto realizar estudios postsecundarios estudiando comunicación en París, con el objetivo de especializarse en publicidad visual, comunicación y diseño, antes de convertirse en Miss Francia.

## Carrera en concursos de belleza

### Miss Guadalupe 2022
Ampiot comenzó su carrera en concursos de belleza en 2022, después de registrarse como candidata de Miss Basse-Terre 2022. Finalmente ganó el título durante su final en enero de 2022. Como Miss Basse-Terre, Ampiot estaba clasificada para competir por Miss Guadalupe 2022.
Posteriormente, Ampiot compitió en Miss Guadalupe 2022 en julio de 2022 y ganó el título. Como Miss Guadalupe, recibió el derecho de representar a la región en Miss Francia 2023. Ampiot luego coronó a Jalylane Maës como su sucesora en Miss Guadalupe 2023 el 19 de julio de 2023.

### Miss Francia 2023
Miss Francia 2023 se llevó a cabo el 17 de diciembre de 2022 en Châteauroux. Antes del inicio de la competencia, Ampiot ya se perfilaba como una de las favoritas para ganar, según los medios franceses. Ampiot compitió en la final, donde avanzó al Top 15 y luego al Top 5. Al final del concurso, Ampiot fue declarada ganadora, siendo coronada por la ganadora saliente Diane Leyre de la Isla de Francia, convirtiéndose en la cuarta mujer de Guadalupe en ganar el título. Durante la competencia, Ampiot obtuvo la máxima puntuación tanto del jurado como del público francés tanto en el Top 15 como en el Top 5.
Como Miss Francia, Ampiot recibió una serie de premios y recompensas, incluidos numerosos obsequios de patrocinadores, una residencia de un año en un apartamento de lujo en París y un salario mensual no revelado equivalente al de un alto ejecutivo en Francia. Ampiot completó su reinado el 16 de diciembre de 2023, cuando coronó a Eve Gilles como su sucesora en Miss Francia 2024.
En noviembre de 2023, Ampiot confirmó que representaría a Francia en Miss Universo 2024. Representó al país en dicho concurso y quedó en el Top 30 de cuartofinalistas.